# The Stratford Residences
The Stratford Residences est un gratte-ciel résidentiel de 312 mètres en construction à Makati aux Philippines. Les travaux ont débuté en 2011. Il abritera plus d'un millier d'appartements.